# Perris-South (Metrolink)
La  Estación Perris-South (en inglés: Perris-South station), es una estación de tren regional de la  línea 91/Perris Valley de Metrolink en Perris, California, área regional de Los Ángeles en Estados Unidos. Es el terminus este de la línea. 

## Descripción
La estación Metrolink se inauguró el 6 de junio de 2016 con servicio de la línea 91/Perris Valley. Cuenta con un andén de plataforma lateral. Cuenta con 907 aparcamientos. La estación es propiedad de Riverside County Transportation Commission.

## Servicio
La estación Perris-South recibe el servicio de 14 trenes de la Línea 91/Perris Valley de Metrolink (7 en cada dirección) entre semana. El servicio de fin de semana consta de 4 trenes (2 en cada dirección) tanto los sábados como los domingos. La línea es de servicio de Los Ángeles en el oeste y Perris en el este.

## Lugares de interés
- Menifee, California